# Клара Блюм
Клара Блюм (нім. Klara Blum; 27 листопада 1904, Чернівці — 4 травня 1971, Гуанчжоу) — німецька письменниця і перекладачка. Деякий час жила і працювала в Москві.
Переклала низку творів Тараса Шевченка німецькою мовою, з яких надруковано в журналі «Інтернаціональна література» (1940, № 11) «Катерину» (неповністю) і «Якось-то йдучи уночі».